# Sclerolinum brattstromi
Sclerolinum brattstromi är en ringmaskart som beskrevs av Webb 1964. Sclerolinum brattstromi ingår i släktet Sclerolinum och familjen skäggmaskar. Inga underarter finns listade i Catalogue of Life.